# Debra Christofferson
Debra Christofferson (Spearfish, 9 gennaio 1963) è un'attrice statunitense.

## Carriera
È nota per aver interpretato Lila nella serie televisiva Carnivàle e per il ruolo di Sue Blevins nella serie 9-1-1.

## Filmografia parziale

### Cinema
- Le notti di Salem (Salem's Lot), regia di Gary Dauberman (2024)

### Televisione
- Mr. Sunshine - serie TV, episodio 1x01 (1986)
- Moonlighting - serie TV, episodio 5x11 (1989)
- NYPD - New York Police Department - serie TV, 6 episodi (1996-1997)
- Murder One - serie TV, episodio 1x10 (1996)
- JAG - Avvocati in divisa (JAG) - serie TV, episodio 1x15 (1996)
- Due poliziotti a Palm Beach (Silk Stalking) - serie TV, episodio 8x03 (1998)
- Ally McBeal - serie TV, episodio 2x20 (1999)
- Chicago Hope - serie TV, episodio 6x03 (1999)
- X-Files - serie TV, episodio 6x15 (1999)
- Dharma & Greg - serie TV, episodio 5x09 (2001)
- The Division - serie TV, episodio 1x02 (2001)
- Un detective in corsia (Diagnosis: Murder) - serie TV, episodio 8x11 (2001)
- Carnivàle - serie TV, 24 episodi (2003-2005)
- CSI - Scena del crimine (CSI: Crime Scene Investigation) - serie TV, episodio 5x16 (2005)
- Grey's Anatomy - serie TV, episodio 4x03 (2007)
- Side Order of Life - serie TV, episodio 1x01 (2007)
- Bones - serie TV, episodio 4x05 (2008)
- Weeds - serie TV, episodio 4x11 (2008)
- The Mentalist - serie TV, episodio 2x11 (2010)
- American Horror Story - serie TV, episodio 2x07 (2012)
- NCIS - Unità anticrimine (NCIS) - serie TV, episodio 10x05 (2012)
- 100 cose da fare prima del liceo (100 Things to Do Before High School) - serie TV, 5 episodi (2015-2016)
- Outcast - serie TV, 6 episodi (2016-2017)
- Longmire - serie TV, 2 episodi (2016)
- SEAL Team - serie TV, episodio 1x06 (2017)
- 9-1-1 - serie TV, 28 episodi (2018-2025)
- The Fosters - serie TV, episodi 5x14-5x15 (2018)
- Mayans M.C. - serie TV, episodio 2x03 (2019)

## Doppiatrici italiane
Nelle versioni in italiano delle opere in cui ha recitato, Debra Christofferson è stata doppiata da:
- Emilia Costa in Grey's Anatomy, Side Order of Life
- Paola Giannetti in X-Files
- Anna Cesareni in Carnivàle
- Stefania Romagnoli in CSI - Scena del crimine
- Sabrina Duranti in Weeds
- Antonella Rinaldi in NCIS - Unità anticrimine
- Anna Rita Pasanisi in Outcast
- Cristina Piras in 9-1-1
- Marina Tagliaferri in The Fosters